# Битва при Босре
Битва при Бо́сре — сражение между армией крестоносцев во главе с королём Балдуином III Иерусалимским и войсками эмиров Муин ад-Дин Унура и Занги в 1147 году. В результате битвы попытка захвата крестоносцами Босры провалилась.

## Предыстория
В 1147 году эмир Босры и Салхада Алтунташ повздорил со своим номинальным сюзереном Муин ад-Дин Унуром, правителем Дамаска. Обиженный Алтунташ вступил в союз с крестоносцами и согласился передать им оба города. Король Балдуин III собрал своё войско, пересек Иордан и направился к Босре (в 65 милях к юго-востоку от Дамаска).

## Битва

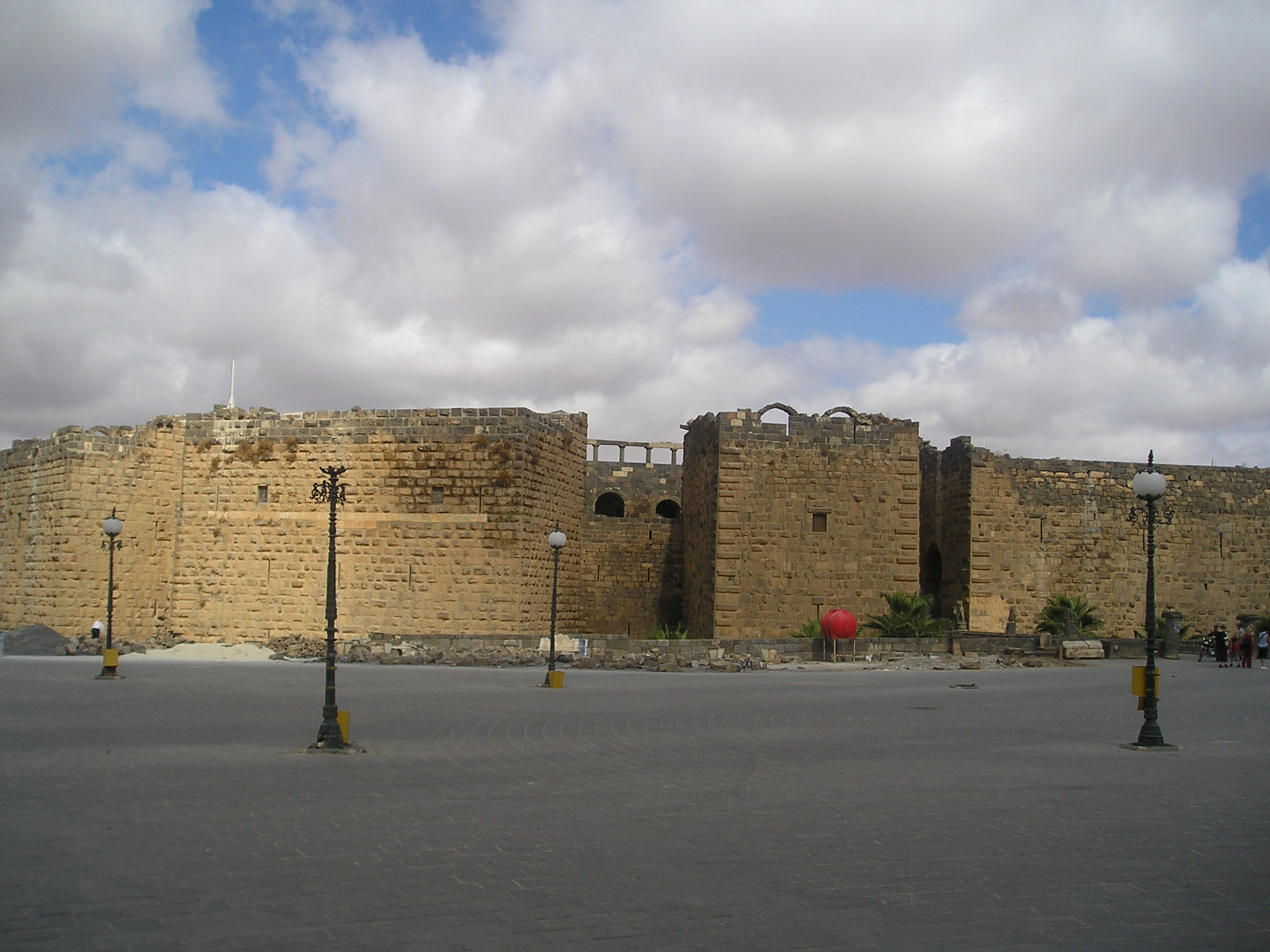
Цитадель Босры

Вскоре после выдвижения крестоносцев им навстречу вышла многочисленная армия Дамаска. Многие христианские солдаты рвались в бой, но руководители смогли сохранить дисциплину в войске. Выставив часовых, франкская армия разбила лагерь на ночь. После военного совета на следующий день король и его приближенные исполнились решимости продолжить экспедицию в Босру. Франкская армия двигалась в обычном формировании, когда её атаковали турецкие конные лучники. Пехотинцы продолжили следовать в плотном строю, стараясь отвечать на дистанционные атаки.
В течение четырёх дней крестоносцы двигались к намеченной цели под постоянным обстрелом мусульман. Кроме того, солдаты изнывали от жажды и зноя. Когда они прибыли к Босре, франки смогли найти воду и другие ресурсы. Однако надежды крестоносцев рухнули, когда они обнаружили, что жена Алтунташа, оказавшаяся более мужественной и решительной, чем её муж, пустила войска из Дамаска в цитадель города. Осознав бесперспективность осады, король отозвал войска.
Франки понесли ещё более серьёзные потери на обратном пути от жары, пыли и постоянного преследования со стороны турок. Мусульмане также поджигали кустарник, и крестоносцев окутывал едкий дым. В их рядах началось дезертирство. Оставлять войско было запрещено. «Любому, кто оставлял своё место в колонне, грозили суровые наказания».
С приближением франков к дому мусульманские атаки на их арьергард усилились. Однако, в конечном счёте, мусульмане оказались не в состоянии остановить армию крестоносцев от повторного пересечения Иордана и возвращения в Иерусалимское королевство. Их тяжелое возвращение продолжалось 12 дней.

## Последствия
Попытка Балдуина III захватить Босру и Салхад провалилась. Муин ад-Дин Унур захватил контроль над обоими городами после отступления крестоносцев. Следующими сражениями в регионе были битва при Дорилее (1147), осада Дамаска (1148) и битва при Инабе (1149).